# Un truand
Pour plus de détails, voir Fiche technique et Distribution.
Un truand (Dead Heat on a Merry-Go-Round) est un film américain réalisé par Bernard Girard, sorti en 1966. C'est le premier de Harrison Ford dans un rôle non crédité.

## Synopsis
Eli Kotch est un ancien prisonnier incapable de croiser une banque sans vouloir la dévaliser... Après avoir séduit sa psychologue pour faire accepter sa demande de liberté conditionnelle, Kotch, une fois dehors, se remet immédiatement au travail.
En compagnie de deux vieux complices, il imagine un plan ingénieux pour dévaliser une banque située dans les bâtiments de l'aéroport de Los Angeles, le jour précis de la visite d'une délégation soviétique.

## Fiche technique
- Titre original : Dead Heat on a Merry-Go-Round
- Titre français : Un truand
- Réalisation : Bernard Girard
- Scénario : Bernard Girard
- Production : Carter DeHaven
- Musique : Stu Phillips
- Photographie : Lionel Lindon
- Montage : William A. Lyon
- Décors : Frank Tuttle
- Pays d'origine : États-Unis
- Format : couleur - 1,85:1 - mono
- Genre : comédie dramatique
- Durée : 104 minutes
- Date de sortie : 1966

## Distribution
- James Coburn (VF : Georges Aminel) : Eli Kotch
- Camilla Sparv : Inger Knudson
- Aldo Ray (VF : Jacques Dynam) : Eddie Hart
- Nina Wayne : Frieda Schmid
- Robert Webber (VF : Michel Gudin) : Milo Stewart
- Todd Armstrong (VF : Bernard Woringer) : Alfred Morgan
- Michael Strong : Paul Feng
- Marian McCargo (VF : Claire Guibert) : Dr Marion Hague
- Severn Darden (VF : Eddy Rasimi) : Miles Fisher
- James Westerfield : Jack Balter
- Simon Scott (VF : Lucien Bryonne) : William Anderson
- Larry D. Mann : Officier Howard
- Rose Marie (VF : Paula Dehelly) : Margaret Kirby
- Roy Glenn (VF : Claude Dasset) : Sergent Elmer K. Coxe
- Philip E. Pine (VF : Roland Ménard) : George Logan
- Michael St Angel (VF : Jean Berton) : Capitaine William Yates
- Tyler McVey (VF : Jean Berger) : Lyman Mann

Acteurs non crédités :
- Paul Birch (VF : Georges Hubert) : Bill Simpson
- Joey Faye (VF : Pierre Leproux) : Joe
- Pepe Callahan (VF : Serge Lhorca) : employé au guichet de la compagnie Gran Nacional Airlines
- Abel Fernandez (VF : Gérard Hernandez) : employé au guichet de la compagnie Gran Nacional Airlines
- Harrison Ford : Bellhop
- George D. Wallace : Capitaine Yates
- Joseph Mell (VF : Richard Francœur) : M. Bober, l'entrepreneur des pompes funèbres
- Vic Tayback (VF : Jean Amadou) : le détective de la Police de Denver
- Justin Smith (VF : Yves Brainville) : M. Robin (Robbins en VF)
- Mary Young (VF : Hélène Tossy) : Mme Galbrace